# Gracia (derecho)
La gracia en derecho es el beneficio, don y favor que hacían los soberanos sin merecimiento particular según los casos que se reflejaban en la legislación vigente. 
Para conocer la distinción que se realizaba entre los conceptos de misericordia, merced o gracia se puede consultar la ley 3, título XXXII, de la Partida 7. Según ella, gracia no es propiamente perdón sino un don gratuito que hace el rey pudiendo con derecho excusarse si quisiera. En las leyes 49, 50 y 51, ti. XVIII, Partida 3 se encuentran las razones por las que se conceden las gracias: 
1. Por el bien que de ellas puede resultar al reino como cuando
  1. se exime de pecho o de portazgo a los que pueblan algún lugar o fabrican un puente o hacen otra obra en beneficio público
  2. se libra de tributos o se da otra indemnización a los que recibieron algún daño en sus bienes o en sus personas por causa de guerra o de tempestad
  3. se perdona a algunos malhechores porque hagan un servicio de mucha importancia
2. Por la necesidad que hay de hacerlas a fin de evitar algún mal como cuando se suelta o se perdona o se alza destierro o se permite la extracción de cosas prohibidas para alejar el peligro inminente de revueltas intestinas, de represalias o de guerra
3. Por el mérito de los servicios que alguno hubiere contraído o estuviese en disposición de contraer en bien del estado en razón de su valor, lealtad o saber.

## Gracias al sacar
Cuando las gracias se obtenían mediante cierto servicio pecuniario tomaban el nombre de gracias al sacar. Pueden éstas definirse diciendo que eran ciertas dispensas de ley o concesiones de facultad, título o privilegio que se otorgaban por el rey mediante cierto servicio pecuniario. Reciben el nombre de gracias al sacar porque se pueden sacar u obtener en virtud del servicio pecuniario en contraposición con otras que de ninguna manera pueden ser otorgadas. 
En España, un Real Decreto de 5 de agosto de 1818 que trataba y establecía los medios de pagar las deudas del Estado, señalaba las gracias al sacar y la cantidad con que había que contribuirse para su impetración. En 14 de abril de 1838 se sancionó y expidió una ley sobre gracias al sacar cuyas principales disposiciones fueron que el rey resuelve todas las instancias sobre los objetos siguientes: 
- emancipaciones
- legitimaciones de los hijos naturales
- dispensa de edad para administrar sus bienes
- dispensas de ley para que las viudas que pasan a segundas nupcias conserven la tutela
- dispensas de examen a los abogados para revalidarse de escribanos
- suplemento de falta de confirmación de privilegios
- dispensa de formalidades en los oficios remunerables
- facultad de nombrar teniente a los propietarios de oficios públicos enajenables
- para examinar en lugar distinto del designado por ley u ordenanza
- para que los clérigos puedan abogar en lo civil
- toda dispensa que altere las condiciones reglamentarias de los estados y profesiones a otros semejantes.

Para conceder todas estas gracias, de las cuales algunas de ellas no tuvieron razón de ser en las siguientes regulaciones, debían concurrir motivos justos y razonables debidamente justificados. No se podía conceder dispensa de edad para ejercer oficios de escribano, procurador, médico, cirujano y otros de esta clase ni la de los cursos académicos y años de práctica. El gobierno no podía relevar a los que obtuvieran cualquiera de las gracias mencionadas, del pago de los derechos señalados en los aranceles o tarifas sin el concurso de las Cortes. 
Para llevar a efecto esta ley y a fin de que la justificación de los motivos que alegaran los solicitantes se verificara del modo más seguro y menos dilatorio y dispendioso se dictó una real orden en 19 de abril del mismo año 1838 a la observancia de las reglas siguientes:
1. Los que soliciten alguna de dichas gracias o dispensas acudirán directamente a la Audiencia territorial respectiva, presentando en ella la solicitud para Su Majestad y los documentos en que la funden
2. Las instancias que se presenten directamente al gobierno se dirigirán por la secretaría de Gracia y Justicia bajo simple cubierta a las Audiencias correspondientes. Las instancias contrarias a la citada ley quedarán sin curso. Las Audiencias dirigirán las solicitudes emprendidas en el artículo primero de la misma ley al Juez de primera instancia competente, el cual abrirá un expediente informativo, oirá por vía de instrucción en figura de juicio a las personas o corporaciones que puedan tener interés en el asunto, admitirán las justificaciones que los interesados ofrecieren, las recibirá en su caso de oficio y devolverá a la Audiencia el expediente original con su informe
3. La Audiencia oyendo al fiscal, examinará si el expediente se halla debidamente instruido; no estándolo ampliará convenientemente la instrucción y cuando ésta se halle completa elevará igualmente el expediente original al gobierno con la censura fiscal, informando por su parte lo que se ofrezca y parezca.